# スウェーデン系アメリカ人
スウェーデン系アメリカ人（Swedish American）とは、スウェーデン出身者かその子孫で、アメリカ合衆国の国籍を持つ者のこと。

## 歴史
19世紀後半から20世紀前半にかけて、多くのスウェーデン人がアメリカ合衆国へ移民として移住した。現在およそ4,417,115人のアメリカ人がスウェーデンにルーツを持つと考えられている。
多くのスウェーデン人移民はニューヨークを抜けてアメリカ中西部に落ちついた。彼等はルーテル教会、福音ルター派教会に属していたが、モルモン教やカトリックに改宗した者も少数ながらいた。

## 州別に見たスウェーデン系アメリカ人
スウェーデン系アメリカ人の多い州:
| 1  | ミネソタ州         | 486,507 |
| 2  | カリフォルニア州   | 459,897 |
| 3  | イリノイ州         | 303,044 |
| 4  | ワシントン州       | 213,013 |
| 5  | ミシガン州         | 161,301 |
| 6  | フロリダ州         | 155,010 |
| 7  | ウィスコンシン州   | 149,977 |
| 8  | ニューヨーク州     | 133,788 |
| 9  | テキサス州         | 127,871 |
| 10 | マサチューセッツ州 | 119,267 |

## 著名なスウェーデン系アメリカ人
- カール・デイヴィッド・アンダーソン：物理学者
- バズ・オルドリン：宇宙飛行士
- カール・サンドバーグ：詩人・作家
- グレイス・スリック：ロック歌手。元ジェファーソン・エアプレインのメンバー。父親はスウェーデン系
- グロリア・スワンソン：女優。父親はスウェーデン系
- キルスティン・ダンスト：女優
- ハワード・ハンソン：作曲家・指揮者
- スーザン・ヘイワード：女優
- ジェームズ・フランコ：俳優
- アン・マーグレット：女優
- チャールズ・リンドバーグ：父親はスウェーデン人
- リリアン・アスプランド：タイタニック号の生存者
- BECK：ロック歌手。実母はスウェーデン系
- 厚切りジェイソン：本名はジェイソン・デイヴィッド・ダニエルソン。日本で活躍するタレント、実業家